# Edmund Zayenda
Edmund Zayenda (Zajęda), właśc. Edward Julian Sternbach (ur. 28 września 1906 w Drohobyczu, zm. 18 maja 1990 w hrabstwie Broward) – polski śpiewak (tenor) i aktor pochodzenia żydowskiego.

## Życiorys
Debiutował w 1933 roku w warszawskim teatrze Cyganeria. Następnie był związany z grupą Stara Banda w Hollywood (1934). Występował na scenie warszawskiego Teatru Wielkiego w repertuarze operetkowym: w Słońcu Meksyku (1937) oraz w Manewrach jesiennych Imre Kálmána (1938). Śpiewał również w wyemitowanej na antenie Polskiego Radia operetce Clivia Nico Dostala (1937). Grał w teatrach warszawskich, głównie w repertuarze komediowym, oprócz tego występował w wileńskiej Lutni oraz krakowskiej Bagateli. W 1938 roku nagrał dla wytwórni Syrena Rekord płytę z utworami operetkowymi.
Jako aktor filmowy wystąpił w filmach: Ada! To nie wypada! (1936, reż. Konrad Tom), gdzie wykonał piosenkę pt. Tak jak ty (sł. Jerzy Jurandot, muz. Zygmunt Wiehler) oraz w nakręconych w jidisz obrazach: List do matki (A briwełe der Mamen) (1938, reż. Józef Green i Konrad Tom) i Mateczka (Mamele) (1938, reż. Józef Green i Leon Trystan).
Krótko przed wybuchem II wojny światowej wyjechał do Stanów Zjednoczonych.